# Complesso nebuloso molecolare di Cefeo
Il complesso nebuloso molecolare di Cefeo (o Regione di formazione stellare di Cefeo) è una vasta regione del Braccio di Orione ricca di nubi molecolari giganti e di associazioni di stelle blu molto giovani e brillanti; prende il nome dalla costellazione boreale di Cefeo, nella cui direzione si trova se visto da Terra. Assieme al Complesso nebuloso molecolare di Orione, è una delle regioni di formazione stellare più vicine a noi, sebbene quest'ultima sia di dimensioni molto inferiori; inoltre, a differenza del Complesso di Orione, la regione di Cefeo ci appare notevolmente oscurata, specie per quanto riguarda le associazioni OB, da estese nebulose oscure più vicine poste lungo la nostra linea di vista.
Gran parte del complesso si trova piuttosto decentrato rispetto al piano galattico, in una fascia compresa fra le latitudini galattiche 0° e +30°; il primo ad accorgersi che quest'area di cielo poco più a nord della scia della Via Lattea presentava delle stranezze fu l'astronomo Edwin Hubble, che riscontrò una totale assenza di galassie in questa direzione, sintomo questo di un forte oscuramento ad opera di polveri galattiche. Nonostante ciò, fu solo negli anni sessanta che si iniziò a studiare sistematicamente la regione, che si rivelò essere uno dei complessi nebulosi e stellari più brillanti del nostro braccio di spirale.
Il complesso è formato da otto strutture differenti per caratteristiche e posizione, che a loro volta contengono complessivamente oltre 200 singole nebulose più o meno brillanti, individuabili nella luce visibile e soprattutto nell'infrarosso; molte di queste nebulose sono associate a degli ammassi aperti, come nel caso di NGC 7129, o a grandi e brillanti associazioni OB, come nel caso di IC 1396. Le associazioni OB presenti in questa regione sono quattro, alcune delle quali sono composte da stelle formatesi in fasi diverse dell'evoluzione del complesso.

## Osservazione

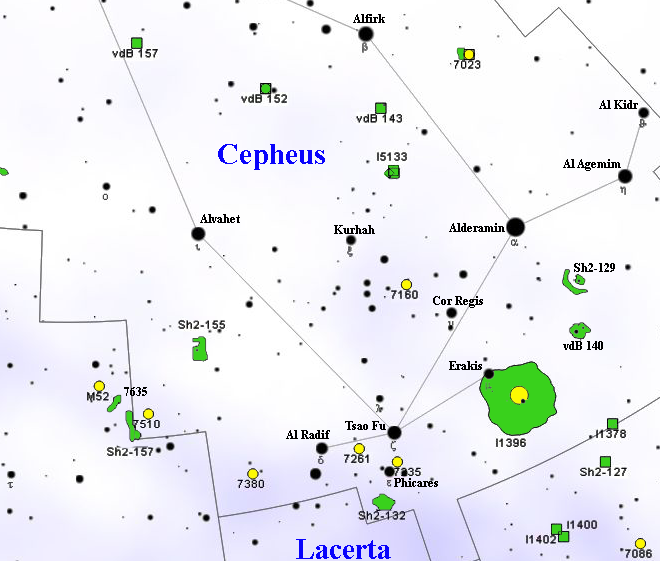
Mappa che ricalca grosso modo l'immagine presente in alto a destra; sono presenti diversi complessi nebulosi isolati, su uno sfondo molto oscurato.

Il complesso di Cefeo si trova in direzione di uno dei tratti più settentrionali della Via Lattea boreale, in direzione dell'omonima costellazione; tuttavia, nonostante la sua relativa vicinanza a noi, le sue strutture più brillanti non sono individuabili né ad occhio nudo né con l'ausilio di piccoli strumenti: infatti, in questo tratto le stelle luminose sono scarse e i campi stellari di fondo sono meno ricchi rispetto ad altre aree del piano galattico; persino la stessa scia luminosa della Via Lattea appare molto frammentata, a causa della presenza di grossi banchi di polveri oscure che ne schermano la luce retrostante.
Trovandosi ad una declinazione molto settentrionale, attorno ai 55-60°N, la costellazione di Cefeo e con essa il complesso nebuloso si mostrano circumpolari da gran parte dell'emisfero nord; nelle sere di fine estate e inizio autunno boreali, questo ramo della Via Lattea raggiunge il punto più alto sull'orizzonte, presentandosi allo zenit in Canada, Europa settentrionale e Russia. Dall'emisfero australe invece la visione è penalizzata e per una parte dell'emisfero resta sempre al di sotto dell'orizzonte, non mostrandosi mai.
La struttura più facilmente individuabile del complesso è la ben nota nebulosa IC 1396, che sembra sovrapporsi alla famosa "Stella Granata di Herschel", μ Cephei, una stella di quarta grandezza dal colore marcatamente rosso rubino. Nelle foto a lunga posa o digitali si individuano con facilità le nebulose oscure che mascherano la luce del complesso e anche degli oggetti extragalattici al di fuori del piano galattico; Edwin Hubble infatti fu il primo ad accorgersi che gran parte dell'area di cielo in direzione di Cefeo non mostrava la presenza di galassie.

### Nelle epoche precessionali

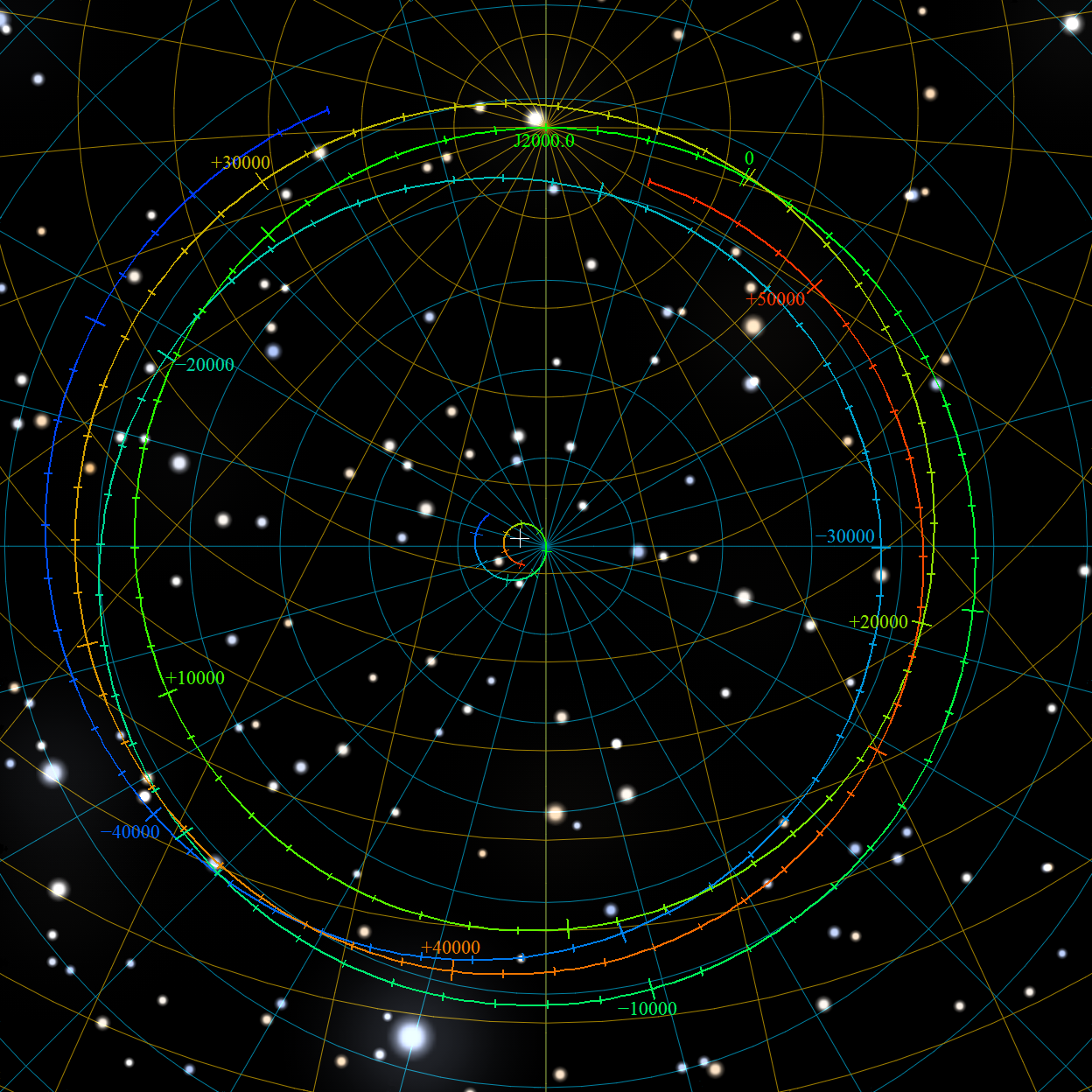
La proiezione del percorso di precessione del Polo Nord sul cielo fisso dell'epoca J2000.0 per l'intervallo di tempo da 48000 a.e.v. al 52000 a.e.c.. La stella luminosa in basso è Vega.

A causa del fenomeno conosciuto come precessione degli equinozi, le coordinate celesti di stelle e costellazioni possono variare sensibilmente, a seconda della loro distanza dal polo nord e sud dell'eclittica.
Il tratto di Via Lattea della costellazione di Cefeo si trova attualmente a circa 22h di ascensione retta, ossia non lontano dalle 0h, che equivalgono al punto in cui l'eclittica interseca l'equatore celeste (equinozio); l'intersezione delle 18h con l'eclittica corrisponde al solstizio del 22 dicembre.
Attualmente, avendo passato le 18h di ascensione retta alcune migliaia di anni fa, il complesso di Cefeo tende ad assumere delle declinazioni sempre più settentrionali. Quando, fra circa 7000 anni, il complesso si troverà alle 6h di ascensione retta, raggiungerà il punto più settentrionale: in quell'occasione, si troverà, come si vede nell'immagine a lato, a pochissimi gradi dal polo nord celeste, poiché quest'ultimo si troverà in direzione di Cefeo.

## Ambiente galattico e linea di vista
Il tratto di Via Lattea in direzione di Cefeo mostra evidenti tracce di oscuramento ad opera di grandi nubi di polveri, specialmente nel lato più settentrionale. Il sistema nebuloso più vicino a noi in questa direzione, nonché il principale responsabile dell'oscuramento, si trova a poco più di 900 anni luce e la sua estensione reale è di circa 260 anni luce. La struttura appare connessa con un altro complesso, appena più distante e più esteso, noto come Nube di Cefeo; al suo interno si trovano alcune sottostrutture, fra cui spicca un ben noto globulo di Bok che porta la sigla di catalogo Sh2-136: si tratta di un bozzolo oscuro evidente su uno sfondo debolmente nebuloso, delle dimensioni di circa 2 anni luce e al cui interno si trovano degli oggetti stellari giovani in formazione.

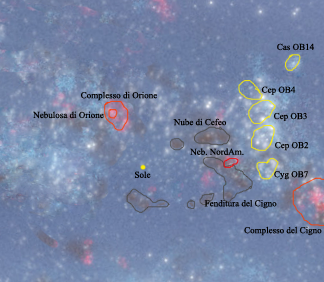
Mappa schematica della regione galattica fra il Sole e il complesso di Cefeo.

La relazione di questi due oggetti con la Cintura di Gould non è stata ancora accertata: sebbene la velocità radiale indichi una relazione con una superbolla in espansione connessa alla Cintura, la sua posizione, piuttosto distaccata rispetto al piano in cui la Cintura giace, farebbe pensare ad una struttura separata e indipendente da essa.
Oltre questo sistema di nubi oscuranti, si estende una regione meno ricca di complessi nebulosi, ma in cui si trova, a sud rispetto alla linea di vista di Cefeo, un'associazione OB piuttosto sparsa, nota come Lacerta OB1; a una distanza di 2600 anni luce (800 parsec) giace una delle nubi molecolari giganti più estese del nostro braccio di spirale: si tratta di una lunga cintura di polveri estesa per migliaia di anni luce in senso trasversale rispetto al braccio, formato dalla Fenditura del Cigno e dell'Aquila, che si connette con un'altra banda oscura, visibile in direzione di Cefeo, le cui parti illuminate sono IC 1396 e diverse altre nebulose minori, che in alcuni punti circoscritti sono illuminate da stelle vicine e quindi brillano per riflessione.
Immerse nelle regioni retrostanti del sistema nebuloso, si trovano alcuni grandi gruppi di giganti blu giovani e molto calde, riunite nelle associazioni Cepheus OB2, Cepheus OB3 e Cepheus OB4, a cui si aggiunge, ad ovest, Cygnus OB7 e, nei settori più remoti e orientali, Cassiopeia OB14. Gli ammassi aperti più notevoli immersi nella zona sono Tr 37 e NGC 7243, sebbene quest'ultimo si trovi su un piano diverso rispetto alle associazioni OB.
Proseguendo ulteriormente, superando dunque il complesso molecolare e le associazioni OB, ci si lascia il Braccio di Orione alle spalle e si raggiunge il Braccio di Perseo, uno dei bracci maggiori della nostra Galassia, nel quale si trovano, soprattutto in direzione di Cassiopea, degli estesi e brillanti raggruppamenti di stelle blu; nello stesso braccio si trova pure il complesso nebuloso gigante di NGC 7538, a una distanza di oltre 6000 anni luce.

## Struttura

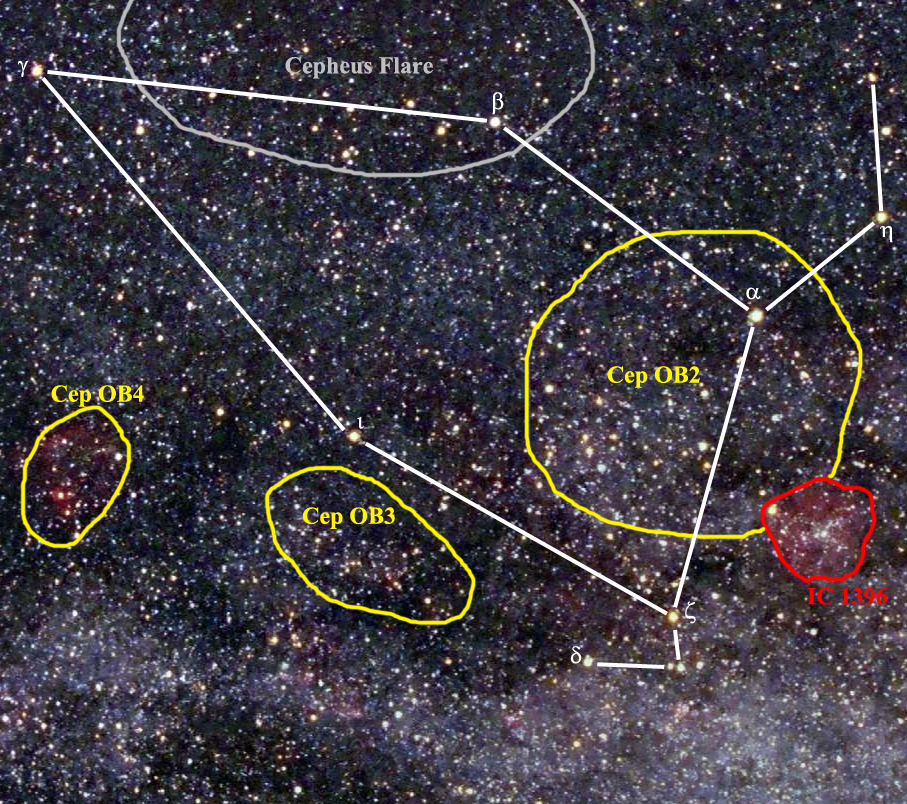
Immagine mappata della costellazione di Cefeo, con evidenziate le strutture del complesso; le informazioni sono tratte dalla pubblicazione Star Forming Regions in Cepheus.

Nel complesso di Cefeo è possibile distinguere un gran numero di strutture, di dimensioni variabili, che a loro volta includono formazioni minori e addensamenti nebulosi e stellari.
La locuzione Cepheus Flare (letteralmente il "Brillamento di Cefeo") fu coniata da Edwin Hubble per indicare l'area di cielo della parte centrale di Cefeo priva di oggetti extragalattici, estesa dal piano galattico fino a delle regioni ad alte latitudini galattiche in cui il chiarore della Via Lattea ridiventa visibile, indicando dunque la presenza di una grande mole di polveri che oscura la nostra Galassia; la sua estensione è compresa fra i 100° e i 120° di longitudine galattica.
Uno studio sulla distribuzione dell'idrogeno neutro della regione ha rilevato la presenza, a circa 300-500 parsec (circa 1000-1600 anni luce) di due strutture di gas interstellare dinamicamente diverse poste a latitudini galattiche comprese fra +13° e +17°, che si muovono alla velocità di circa 1,5 km/s l'una rispetto all'altra; probabilmente si tratta di regioni in espansione o in collisione. Nella regione è stata inoltre scoperta una vasta area di continuum radio, chiamata poi Anello III (Loop III), centrata alle coordinate galattiche l=124±2°; b=+15±3° ed estesa per ben 65°, che potrebbe essere stata creata da una serie di esplosioni di supernovae; questa struttura a bolla in movimento indica inoltre che il mezzo interstellare è interessato da dinamiche energetiche vigorose: la vasta gamma di movimenti diversi riscontrati potrebbe essere un riflesso dell'azione di diverse onde d'urto.
Agli infrarossi e basandosi sulla distribuzione dell'estinzione visuale, si è potuto identificare ben 208 nubi, suddivise in 8 complessi maggiori; Studiando la distribuzione spaziale e le dinamiche della materia interstellare in Cefeo e Cassiopea, nonché analizzando il suo spettro, le cui linee spettrali sono larghe e spesso a doppio picco, si è ipotizzato che il Cepheus Flare sia parte di una vasta superbolla che racchiude un antico resto di supernova; assumendo una distanza di 300 parsec (quasi 1000 anni luce) per il centro geometrico della superbolla, si è ottenuto un raggio di circa 50 parsec (160 anni luce), una velocità di espansione di 0,4 km/s e una massa di idrogeno neutro pari a 13.000 M☉.
Studi a bassa risoluzione condotti nella banda del CO hanno rivelato che le nubi di questa regione formano un complesso nebuloso molecolare gigante uniforme; basandosi poi sulle osservazioni delle nebulose a riflessione, si è indicata per il complesso una stima di distanza compresa fra 300 e 500 parsec. Successivamente fu esteso lo studio su questa banda di emissione ad una regione di 490 gradi quadrati posta fra le costellazioni di Cefeo e Cassiopea ad una latitudine galattica b=+10°, scoprendo così che le nubi possono essere divise in due sottosistemi ben distinti per le loro proprietà dinamiche, e separati da una regione in cui il gas è molto rarefatto compresa fra i 118° e i 124° di longitudine galattica; si è ipotizzato che questa regione più rarefatta fra Cefeo e Cassiopea sia stata originata da una supernova, la cui violenta onda d'urto avrebbe creato la superbolla di "vuoto". L'età di questo resto di supernova fu stimata essere di circa 40.000 anni e sarebbe stata causata da una supernova di tipo Ib o Ic. Un ulteriore studio, condotto al 13CO, ha permesso di determinare che su 188 nubi molecolari osservate fra Cefeo e Cassiopea, 51 fanno parte del complesso di Cefeo, mentre le restanti sono o sovrapposte ad esso oppure retrostanti.

## Misurazioni della distanza

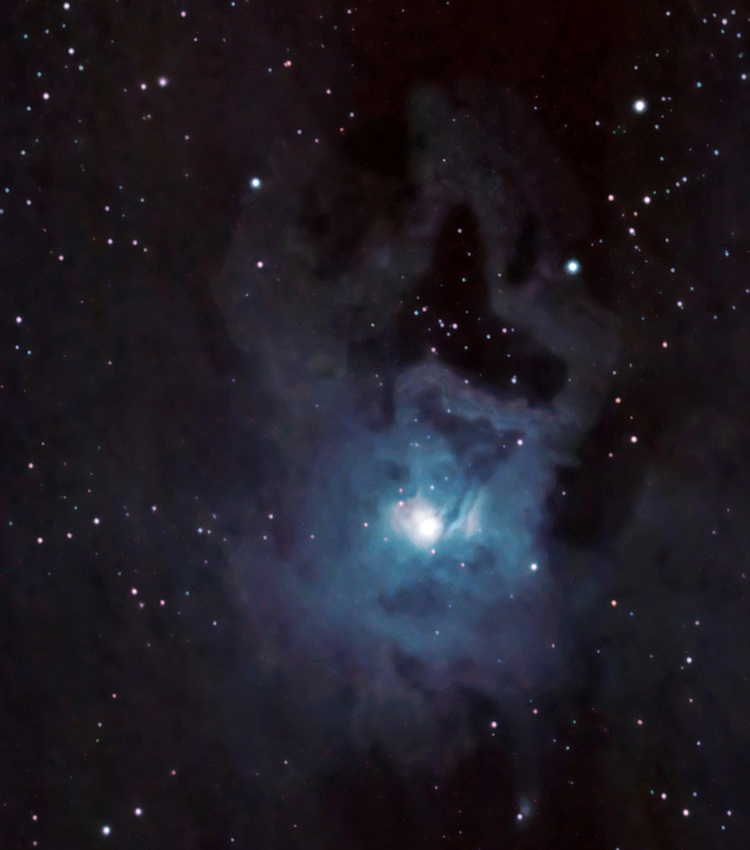
La nebulosa NGC 7023, uno dei riferimenti utilizzati nel tentativo di stabilire la distanza del Complesso di Cefeo.

La distanza del Complesso di Cefeo fu calcolata per la prima volta verso la fine degli anni sessanta, tramite studi spettroscopici e fotometrici delle stelle che illuminano le nebulose a riflessione situate all'interno del Cepheus Flare; prima di aver compreso che la regione era in realtà un unico complesso nebuloso molecolare, si era scoperto che queste aree nebulose a riflessione si trovavano a distanze diverse. Alle latitudini galattiche prossime all'equatore galattico si trovano, a una distanza di circa 800 parsec, le associazioni Cepheus OB2 e Cepheus OB3, mentre le nubi molecolari sembrerebbero essere a una distanza inferiore.
Probabilmente, il livello di distanze è un po' più complesso: sia le componenti più remote che quelle più vicine sono infatti composte da più strutture, forse poste in differenti aree dello spazio e quindi a differenti distanze. Le distanze delle nubi possono essere derivate tramite lo studio degli effetti delle nubi stesse sulla luce delle stelle ad esse associate; sempre analizzando spettroscopicamente e fotometricamente queste stelle, si è potuto ottenere un valore di distanza pari a 400±80 parsec (1300±250 anni luce) per l'associazione Cepheus R2, interna alla regione, situata alla latitudine galattica +10°.
Nelle regioni più remote del complesso, oltre alle associazioni Cepheus OB2 e Cepheus OB3, si trova la nube NGC 7129; esistono a proposito di quest'oggetto due teorie contrastanti: una afferma che questa nebulosa sia parte del sistema di Cefeo e che si trovi dunque a una distanza, seppur leggermente maggiore, sempre compatibile con quella del sistema stesso; l'altra insiste sul fatto che NGC 7129 si troverebbe al di là di esso, a 1250 parsec di distanza da noi. Tuttavia, studiando la velocità radiale di questa e di altre nubi minori, si è arrivati a ipotizzare che gran parte della massa del complesso si troverebbe a una distanza maggiore di quanto creduto, a circa 1000 parsec (circa 3300 anni luce). Un'altra determinazione di distanza del complesso è stata condotta tramite lo studio della nebulosa a riflessione NGC 7023, basandosi sulla spettroscopia ad alta risoluzione della stella responsabile della sua illuminazione, HD 200775; la distanza ottenuta è di 440±100 parsec. Nel 2008 tuttavia, basandosi sui dati della sonda Hipparcos, si è scoperto che questa stella è un sistema binario distante solo 350 parsec; resta comunque il dubbio che questo dato possa essere stato falsato dal moto orbitale delle due componenti.
Sebbene alcune strutture del complesso abbiano dunque un valore di distanza ben determinato, permangono dei dubbi su altre strutture, specie quelle associate ad un componente di velocità negativo alle longitudini galattiche 107°-111° e latitudine +13°.

## Regioni H II e fenomeni di formazione stellare
La formazione stellare ha luogo nelle aree centrali e dense delle nubi molecolari; le aree più scure di queste nubi (e quindi più dense) vengono di solito indicate con delle lettere seguite dal numero di catalogo della nube di cui fanno parte.
Nel complesso di Cefeo la formazione stellare sarebbe stata provocata, negli ultimi milioni di anni, dall'azione di diverse forze agenti: l'onda d'urto del resto di supernova in espansione che ha causato la superbolla descritta sopra, che ha compresso il gas del mezzo circostante, sarebbe la causa principale del modellamento della nube. All'interno del complesso sono stati scoperti una gran quantità di prove dell'attività di formazione: sono infatti noti diversi oggetti stellari giovani e di stelle di pre-sequenza principale, diverse stelle T Tauri, oltre un centinaio di stelle ad emissione Hα e di sorgenti di radiazione infrarossa e una cinquantina di oggetti di Herbig-Haro.
Curiosamente, la distribuzione spaziale delle stelle T Tauri differisce da quella degli altri oggetti stellari giovani: è stato infatti rinvenuto un gruppo di queste stelle separato dalla nube originaria di oltre 10 parsec, una distanza ben maggiore di quanto si osserva in altre regioni ricche di stelle T Tauri. Esiste una teoria secondo la quale queste stelle si sarebbero formate nella posizione in cui si osservano; secondo questa teoria, la nube molecolare originaria che le ha formate possedeva una massa pari a 800 M☉, mentre alla fine del processo di formazione la nube avrebbe avuto una massa di appena 200 M☉. Successivamente, un evento esterno, come l'esplosione di una supernova, avrebbe contribuito a spazzare via questa nube nell'arco di alcune centinaia di migliaia di anni.

### IC 1396

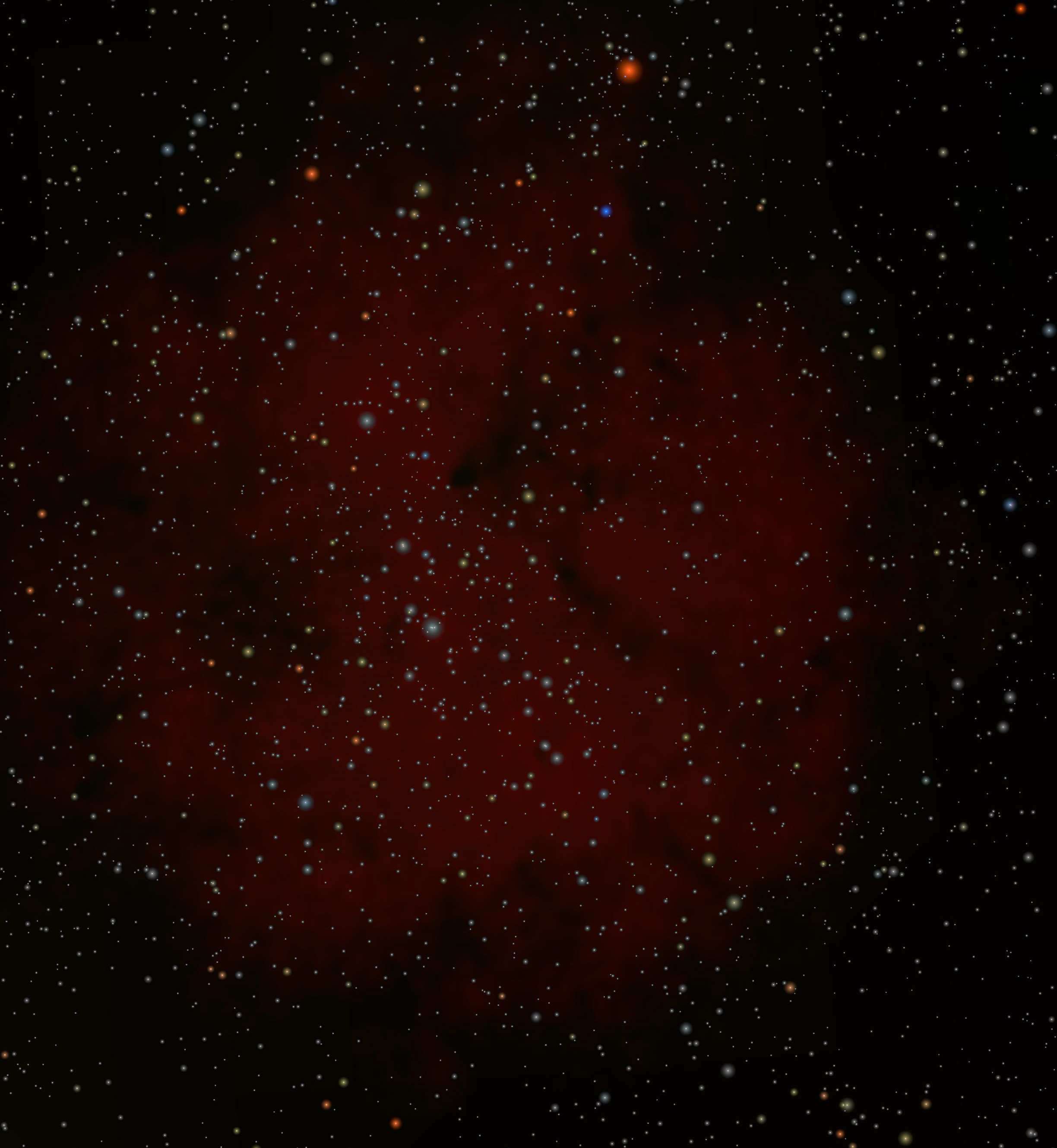
IC 1396, una delle regioni del complesso osservabili anche nella banda della luce visibile.

IC 1396 è una vasta regione H II visibile in parte anche nella luce visibile; la sua luminosità è dovuta all'eccitamento dei suoi gas operato dal vento stellare della gigante blu HD 206267, appartenente all'associazione Cepheus OB2. Sembra che l'espansione di questa regione H II abbia creato un ampio anello di gas molecolare dal raggio di circa 12 parsec, in un lasso di tempo di almeno 3 milioni di anni. La struttura ad anello si estende per circa 3° ed è circondata da un gran numero di globuli scuri, al cui interno probabilmente avviene la formazione di nuove stelle a causa della compressione ad opera della ionizzazione, del fronte dell'onda d'urto dei venti stellari e della pressione di radiazione; i globuli maggiori si trovano sul lato nord-occidentale della regione nebulosa.
In uno studio condotto negli anni ottanta sono stati identificati 32 globuli, che hanno ricevuto una designazione numerica da 1 a 32 con prefisso GRS (Globules of Radial Systems); quattro sistemi radiali di globuli sono stati identificati nei pressi di IC 1396, mentre uno di questi è centrato esattamente sulla nebulosa. Fra i globuli è presente anche la famosa struttura nota come Proboscide d'elefante (vdB 142). All'infrarosso sono state invece condotte delle ricerche per la localizzazione degli oggetti stellari giovani associati ai globuli; si è scoperto così che solo sei sorgenti associate con globuli possiedono una struttura e luminosità tali da poter essere state causate da un riscaldamento esterno, mentre la gran parte di queste non sarebbe legata ai fenomeni di formazione stellare. Nel 2005, tramite uno studio condotto nel vicino infrarosso, sono stati identificati 25 globuli, dei quali quattro non erano stati riportati nel catalogo SIMBAD; per tutti i globuli eccetto quattro, fu possibile determinare la massa, mentre non fu possibile misurare il diametro per sette di essi. Cinque globuli contengono una ricca popolazione di oggetti dalla luce arrossata, probabilmente stelle in formazione; questi cinque globuli possiedono il più alto tasso di estinzione, che farebbe pensare ad una relazione fra l'intensità dell'attività di formazione stellare e la massa dei globuli stessi.
Nei globuli con la massa più piccola si crede che la formazione stellare sia spesso influenzata dalla pressione di radiazione di una stella brillante posta nelle vicinanze; in uno studio condotto su uno di questi, illuminato dalla brillante gigante blu HD 206267, è stato evidenziato un legame con la distanza di questa stella, suggerendo che l'evaporazione a causa della fotoionizzazione influenzi la distribuzione della massa del globulo attorno alla gigante blu. L'influenza della stella è data dalla compressione dei gas ad opera della pressione di radiazione.

### Sh2-140

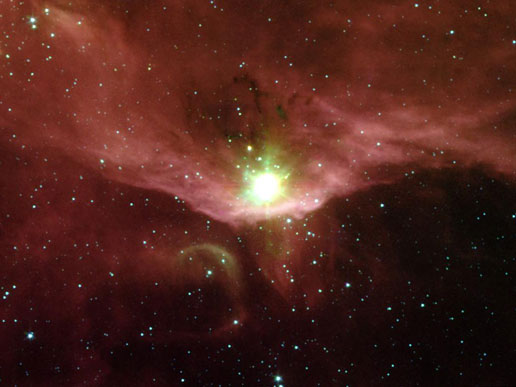
Sh2-140, nel cuore del Complesso di Cefeo.

Sh2-140 è una regione H II situata sul bordo sudoccidentale della nebulosa oscura LDN 1204, nella Bolla di Cefeo, a una distanza di circa 900 parsec (2900 anni luce) dal Sole. La stella responsabile della ionizzazione della nebulosa è HD 211880, una stella azzurra sulla sequenza principale; la regione centrale è completamente invisibile nelle immagini ottiche, mentre dalle immagini al vicino infrarosso e nelle onde radio si evince la presenza di un ammasso di stelle molto concentrato. La temperatura delle polveri sarebbe di appena 35 K, mentre la sua massa sarebbe pari a 600 M☉.
Su questa nebulosa sono state condotte diverse osservazioni a più lunghezze d'onda, centrate soprattutto nella regione brillante sul bordo di LDN 1204 e sulle sorgenti infrarosse situate posteriormente ad essa. Le osservazioni su tutta la banda dell'infrarosso sono state condotte principalmente allo scopo di individuare eventuali giovani stelle presenti nella regione; a seguito di questi studi fu redatto un primo catalogo comprensivo di tutti gli oggetti stellari giovani di Sh2-140, consistente in tre sorgenti infrarosse, IRS 1, IRS 2 e IRS 3, a cui vennero aggiunte altre due sorgenti scoperte in seguito. Dagli indici spettrali delle prime tre sorgenti venne dedotto che esse si originano da una debole regione H II ionizzata dai fotoni provenienti da una singola stella di sequenza principale di classe B.
Dall'osservazione delle protostelle è stato invece sviluppato un modello semplificato della regione che è stato utilizzato per ottenere le condizioni fisiche delle polveri e dei gas qui presenti; la sorgente IRS 1 appare circondata da un denso disco di polveri, illuminato in parte dai fotoni che emergono dalle sue regioni polari assieme al bordo interno di un involucro di gas molecolare. Il modello sviluppato a partire da queste osservazioni è in grado di spiegare la distribuzione diffusa dell'intensità di luce; il colore blu delle regioni circostanti implica poi l'esistenza di un campo di radiazione con temperature relativamente basse, di 800-900 K.
Attraverso un monitoraggio a grande campo condotto con un CCD sono stati individuati nei pressi di Sh2-140 alcuni oggetti di Herbig-Haro associati a dei bow shock, catalogati come HH 616 e HH 617; il più settentrionale dei due, HH 617, è probabilmente associato con l'idrogeno molecolare espulso dalla sorgente IRS 3, mentre la sorgente del bow-shock osservabile a sud, HH 616, non è ben compresa: sembra che possa derivare da una sorgente sconosciuta posta nella regione più meridionale della nebulosa, che mostrerebbe tracce di un getto.

### NGC 7129

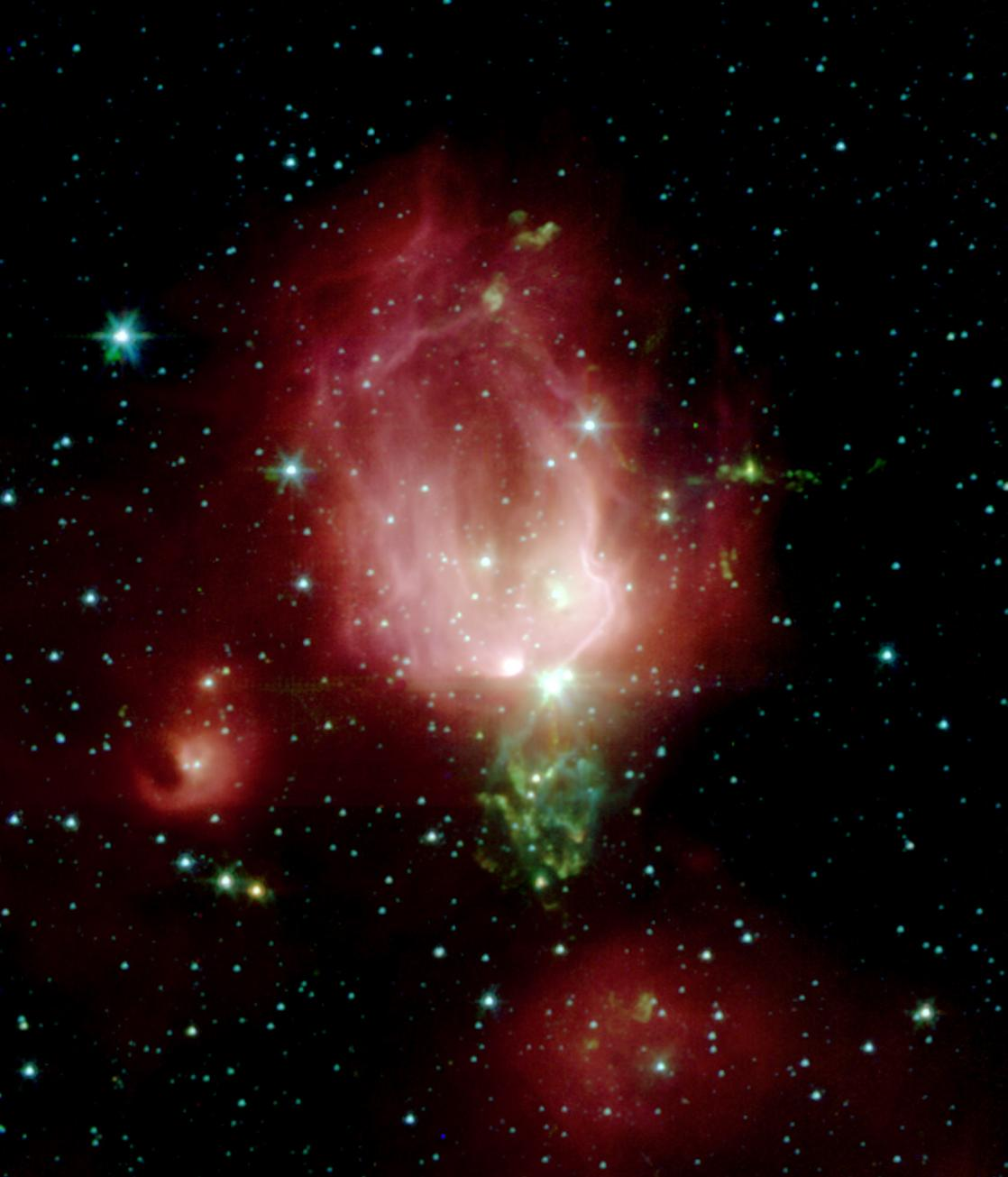
NGC 7129, una nebulosa a riflessione parte del complesso di Cefeo.

La nebulosa a riflessione NGC 7129, nota anche come Ced 196, è una delle strutture del Complesso di Cefeo più distanti da noi: si trova infatti in una regione ricca di giovani stelle blu posta al di là delle regioni nebulose più dense. A sud e a est si estende una nube a forma di rene delle dimensioni di circa 11 parsec (36 anni luce), in una cui cavità si trovano molti dei membri più deboli dell'ammasso aperto associato, nel cui bordo orientale è presente una cresta nebulosa di grandi dimensioni. NGC 7129 è circondata da un anello di idrogeno neutro (H I) esteso per mezzo grado, che fa parte di un sistema più vasto di nubi molecolari, centrato su una stella azzurra catalogata come BD+65° 1638; studiando lo spettro di questa stella, si è scoperto che si tratta di un raro tipo di "stella dissociante" appena emergente dalla nube di gas che l'ha formata, con un'età stimata in poche migliaia di anni e una massa pari a 6M☉.
Attraverso lo studio delle stelle variabili e delle sorgenti nel vicino infrarosso sono state identificate circa una sessantina di stelle di pre-sequenza principale di piccola massa, gran parte delle quali si trova esternamente rispetto alla regione di fotolisi centrale; molte di queste sono associate alle parti più dense della nube molecolare, indice ciò di una formazione stellare attiva anche all'esterno dell'ammasso stellare centrale. Si segnalano pure diversi oggetti di Herbig-Haro, sia all'interno che nelle regioni circostanti di NGC 7129.

### Regioni minori e globuli individuali

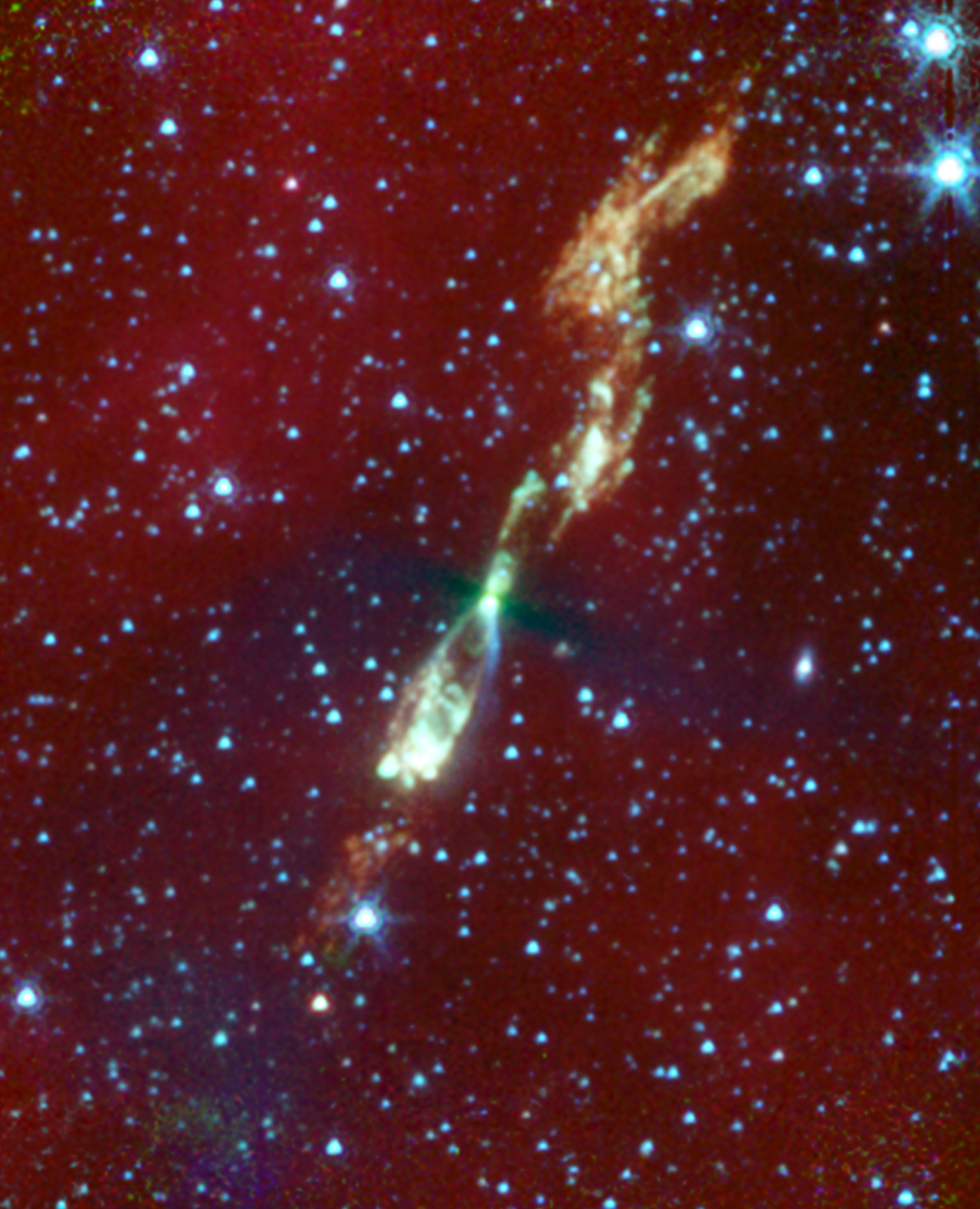
LDN 1157, un oggetto stellare giovane dall'aspetto probabilmente simile a quello del Sole durante la sua formazione, ripreso dal Telescopio Spaziale Spitzer.

NGC 7023 è una nebulosa a riflessione illuminata dalla giovane stella massiccia HD 200775 e da un gruppo di stelle più deboli; fu scoperta da William Herschel nel 1794. Al centro della nebulosa si trova un piccolo ammasso aperto di stelle che mostrano delle linee di emissione Hα variabili, più quattro stelle T Tauri; secondo alcuni studi, la stella variabile PV Cephei, situata circa 10 parsec ad ovest della nube, sarebbe stata espulsa dalla nube stessa circa 100.000 anni fa.
LDN 1082 è una nube di aspetto filamentoso, visibile nei pressi di NGC 7023, catalogata per la prima volta da Edward Emerson Barnard come B 150; al suo interno sono presenti alcuni raddensamenti, come pure quattro sorgenti di radiazione infrarossa. Le stime sulla sua distanza non sono disponibili, se non sotto forma di speculazioni; secondo alcuni LDN 1082 sarebbe vicina a NGC 7023 non solo apparentemente nel cielo, ma anche fisicamente, indicandone così un valore di distanza pari a 440 parsec. A questa distanza, la separazione di 10° fra questa e NGC 7023 sarebbe di circa 70 parsec. Secondo altre stime, LDN 1082 sarebbe invece più vicina, a soli 150 parsec di distanza.
LDN 1228 è una piccola nube estesa per circa 3° in direzione nord-sud; la sua distanza sarebbe di 180 parsec e differisce dal resto del complesso per la sua dinamica, suggerendo che si trovi nella parte più vicina a noi della superbolla Cepheus Flare. Al suo interno sono state scoperte diverse stelle Hα e oggetti di Herbig-Haro. LDN 1228 contiene tre aree di formazione stellare: la più settentrionale è formata da un gruppo di stelle circondate da nebulosità e associata con una sorgente di radiazione infrarossa; quella centrale contiene due oggetti di Herbig-Haro, HH 199 e HH 200. Quella più meridionale contiene invece un piccolo aggregato di stelle di piccola massa in fase di pre-sequenza principale, con associate nove sorgenti infrarosse visibili nelle immagini riprese con il Telescopio Spaziale Spitzer.
LDN 1157 è un oggetto di Herbig-Haro consistente in un getto di materia particolarmente forte; è stato studiato a più linee di emissione, come il CO, il SiO, H, CH3OH ed è stato indicato come il prototipo dei getti chimicamente attivi. I modelli dell'onda d'urto del gas sono stati utilizzati per studiare il modo in cui si è formata la struttura osservabile, mentre osservazioni condotte alla linea di emissione del metanolo suggeriscono la presenza di uno strato di gas riscaldato nel disco di accrescimento. La protostella avrebbe un'età di poche migliaia di anni e secondo gli scienziati della NASA somiglia a come doveva apparire il nostro sistema solare miliardi di anni fa, durante la formazione del nostro Sole.
LDN 1219 (B 175) è una piccola nebulosa dalla forma che ricorda vagamente una cometa, situata sul bordo più meridionale del Complesso di Cefeo; riflette la luce della stella blu BD +69° 1231 ed è associata alla nebulosa a riflessione Ced 201. Uno studio spettroscopico ha rilevato alcune caratteristiche interessanti, come la presenza dell'oggetto di Herbig-Haro HH 450 e alcune strutture filamentose delle dimensioni di circa 1 parsec che ricalcano una figura circolare, ossia un resto di supernova, il quale, trovandosi alla distanza di circa 400 parsec, è anche uno dei resti conosciuti a noi più vicini. Si ipotizza che la formazione stellare in questa nebulosa possa essere stata provocata dalla regione di fotolisi associata a Ced 201.
LDN 1121 è una nebulosa oscura piccola e isolata situata nella parte meridionale del Complesso di Cefeo; non è nota la distanza con certezza, ma le speculazioni sono concordi nell'indicare un valore di circa 200 parsec. Contiene al suo interno una struttura a getti bipolare proveniente da una sorgente da radiazione infrarossa e un piccolo e compatto oggetto di Herbig-Haro, HH 363, più altre tre sorgenti infrarosse.
LDN 1251 è una nube allungata in senso est-ovest sul bordo orientale del complesso; la sua forma a cometa suggerisce che sia in interazione con la grande superbolla causata dall'esplosione di supernova descritta in precedenza nel paragrafo "Struttura". La sua distanza da noi è stata determinata in vari modi e la nube è stata mappata a diverse linee di emissione, come il 13CO, il SiO, l'NH3, l'HCN ed altri ancora. Studiando la popolazione di oggetti stellari giovani, alcuni autori hanno rinvenuto una dozzina di stelle Hα e una sorgente di radiazione infrarossa, dalla quale emerge un getto ottico, classificato come HH 149. Sono presenti anche due sorgenti di onde radio termali.

## Associazioni OB
Un'associazione OB è un'associazione stellare di recente formazione che contiene decine di stelle massicce di classe spettrale O e B, ossia blu e molto calde; si formano assieme nelle nubi molecolari giganti, il cui gas residuo, una volta che le stelle sono formate, viene spazzato via dal forte vento stellare. Entro pochi milioni di anni, gran parte delle stelle più luminose dell'associazione esplode come una supernova, mentre le stelle più piccole sopravvivono per molto più tempo, avendo una massa inferiore. Si crede che la gran parte delle stelle della nostra Galassia sia in origine appartenuta ad associazioni OB. Paradossalmente, si possono conoscere più facilmente le associazioni OB di altre galassie piuttosto che della nostra, a causa della presenza delle nubi oscure che mascherano la gran parte degli oggetti interni alla Via Lattea.
Le associazioni OB del Complesso di Cefeo sono le principali responsabili dell'eccitazione dei gas e delle polveri, che diventano luminose e possono essere osservate anche otticamente.

### Cepheus OB2

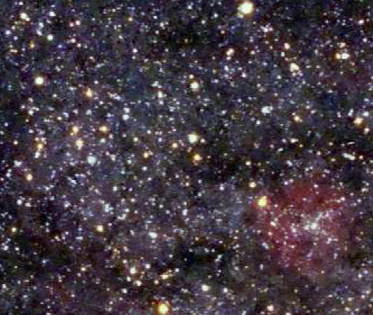
L'associazione Cepheus OB2.

Cepheus OB2 è la più orientale e la più meridionale delle varie associazioni di Cefeo; fu scoperta nel 1968 e si trova a breve distanza, sia in termini prospettici che reali, dal grande complesso nebuloso oscuro che forma la Fenditura del Cigno ed è quasi a contatto con l'associazione Cygnus OB7. La distanza da noi è stimata in circa 800 parsec, ossia comparabile con le nubi della Fenditura, con cui condivide pure la stessa velocità radiale. Sono note 75 stelle membri molto brillanti, fra le quali si trova la gigante blu fuggitiva λ Cephei.
Si crede che Cepheus OB2 sia divisa in due sottogruppi di diverse età: il più giovane, catalogato come Cepheus OB2b, coincide con l'ammasso aperto Tr 37, uno dei più giovani ammassi conosciuti, con un'età stimata sui 3,7 milioni di anni; negli anni settanta si è suggerito che la brillante stella μ Cephei (La Stella Granata) fosse un membro di Tr 37, mentre la principale responsabile dell'eccitamento della grande nebulosa che appare associata all'ammasso, IC 1396, appartiene a quest'associazione. Il secondo sottogruppo, Cepheus OB2a, contiene un gran numero di stelle massicce evolute che si sono sparse in una vasta area compresa fra le latitudini galattiche 100°–106° e longitudini +2°–+8°; la sua età è stimata sugli 8 milioni di anni e contiene al suo interno l'ammasso NGC 7160. Cepheus OB2a è circondato da una struttura nebulosa ad anello, la Bolla di Cefeo, forse ciò che resta dell'esplosione di un'antica supernova; questa esplosione potrebbe essere stata la causa dell'avvio dei processi di formazione stellare che hanno portato alla nascita dell'associazione, come sembra essere testimoniato dalla presenza di alcune regioni H II e sorgenti di radiazione infrarossa che paiono contenere giovani stelle in formazione.
Studi sulla metallicità delle stelle dell'associazione indicano che queste sono povere di metalli. Le stelle di piccola e media massa appartengono a diverse popolazioni stellari e sono nate in tempi diversi e in vari sottogruppi durante l'evoluzione dell'associazione; i gruppi di stelle di piccola massa coetanee si troverebbero in entrambe le sottoassociazioni di Cepheus OB2.

### Cepheus OB3

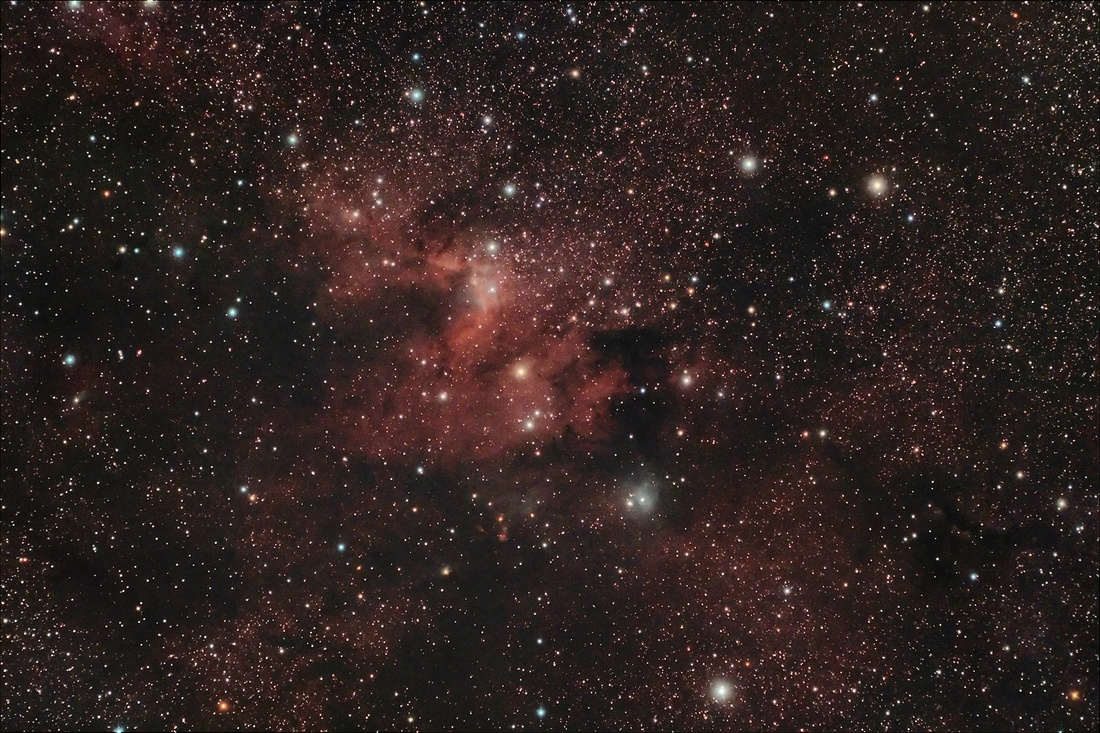
Sh2-155, la regione H II in interazione con Cepheus OB3.

Cepheus OB3 appare di dimensioni apparentemente più ridotte rispetto alla precedente, sebbene la distanza, stimata sui 725 parsec, sia paragonabile a quella del precedente; al suo interno si trovano una quarantina di stelle giovani e brillanti. Studi fotometrici condotti negli anni novanta hanno ridefinito questa lista di componenti, estendendola alle stelle più deboli.
Come la precedente, anche questa associazione mostra evidenze di una suddivisione delle sue stelle membri in due sottogruppi, catalogati come Cepheus OB3a e Cepheus OB3b, la cui caratteristica discriminante è l'età: Cepheus OB3a sarebbe infatti il più giovane, con un'età inizialmente stimata sui 4 milioni di anni, mentre il secondo avrebbe 8 milioni di anni; Con l'affinarsi delle tecniche di rilevazione, è stata in seguito indicata un'età di 5,5 milioni di anni per il primo e di 7,5 milioni di anni per il secondo. Le stelle più luminose del sottogruppo Cepheus OB3b eccitano i gas di una vicina nebulosa, la regione H II Sh2-155 (la famosa Nebulosa Grotta). Secondo uno studio condotto sfruttando i dati del Satellite Hipparcos, è stato avanzato il dubbio che la già citata stella fuggitiva λ Cephei possa essere originaria di quest'associazione, e non della precedente.

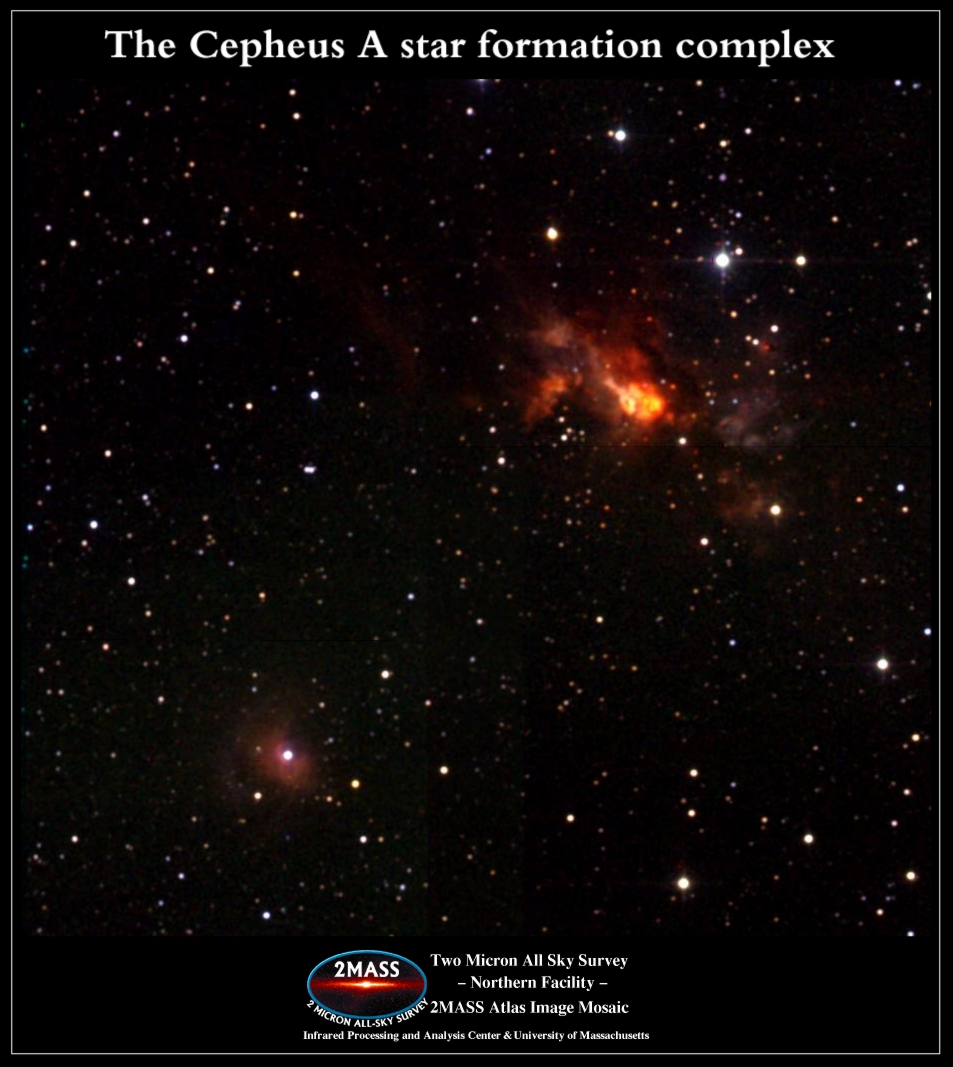
Cepheus A, una delle regioni di formazione stellare più compatte che si conoscano.

Tramite una mappatura dell'area dell'associazione al 12CO, è stato individuato fin dagli anni settanta un complesso nebuloso molecolare dell'estensione di 20x60 parsec, nel quale si possono distinguere alcune aree più dense, catalogate da Cepheus A a Cepheus F; in alcune di queste, specialmente nella prima, sarebbe molto attiva la formazione stellare, provocata dell'interazione della nube stessa con la regione H II in espansione Sh2-155. Cepheus OB3 può pertanto essere considerata come un esempio di fenomeno di formazione stellare sequenziale.
Cepheus A è una delle regioni nebulose più studiate del cielo: si tratta di una regione di formazione stellare di grande massa estremamente attiva, al cui interno sono note diverse sorgenti di origine termica e non termica, alcune piccole regioni H II e forti emissioni di radiazione infrarossa, il tutto in un'area di cielo inferiore a un primo d'arco.
Nell'associazione Cepheus OB3 sono note oltre cinquanta sorgenti di raggi X, molte delle quali individuate dal ROSAT; si sospetta che la maggior parte di esse siano originate da stelle T Tauri poste nelle regioni circostanti la nube molecolare (ma non nel suo interno). Sempre ai raggi X, tramite il Chandra X-ray Observatory sono stati scoperti, negli anni duemila, due ammassi aperti molto ricchi, composti da 321 stelle di pre-sequenza principale; uno di questi si estende all'esterno della nube molecolare ed è parte dell'associazione Cepheus OB3b. Queste osservazioni suggeriscono che la funzione di luminosità ai raggi X di quest'associazione differisca da quella ottenuta con altri ammassi simili, come quello nella Nebulosa di Orione: infatti in Cepheus OB3b sono presenti più stelle con massa inferiore alle 0,3 M☉.

### Cepheus OB4

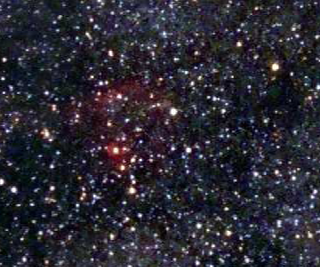
L'area dell'associazione Cepheus OB4, con la nebulosa NGC 7822.

Cepheus OB4 fu scoperta nel 1959, con l'individuazione di 16 stelle giovani e calde comprese in una piccola regione di cielo alle coordinate galattiche l=118°, b=+4°, compreso l'ammasso aperto Berkeley 59; appare connesso con una nebulosa oscura molto densa e irregolare contenente alcune regioni a emissione, fra le quali la densa regione H II Sh2-171 (Ced 214 o W1) al centro e NGC 7822 a nord. L'associazione sarebbe composta da 42 giganti blu, poste alla distanza di 845 parsec da noi; esiste inoltre una correlazione fra la luminosità e l'arrossamento di queste componenti: infatti le stelle di classe spettrale O e B si trovano solo nelle regioni interne alla nube, mentre le componenti di classe B più tendenti al bianco ne sono poste al di fuori, a causa soprattutto dell'incompletezza dei rilevamenti. L'età delle stelle dell'associazione sarebbe compresa fra 0,6 e 6 milioni di anni.
Come le altre due associazioni, anche Cepheus OB4 consiste in due aree con proprietà dinamiche ed evoluzionistiche differenti: la più antica e più dispersa di queste si estende in un'area di 15' (pari a circa 4 parsec) di diametro ed è situata sul bordo meridionale di una struttura nebulosa circolare chiamata Cepheus Loop (Anello di Cefeo); tramite il moto proprio delle sue componenti si è individuato il suo possibile punto di formazione, situato presso il centro di quello che è ora il Cepheus Loop. Il Cepheus Loop sarebbe stato così originato dal vento stellare delle stelle dell'associazione e si è in seguito espanso fino a raggiungere altre nubi molecolari; dall'esito di questi scontri si sarebbe poi formato l'ammasso aperto Berkeley 59.
Studiando la morfologia e le dinamiche delle regioni H II associate a Cepheus OB4 a varie linee di emissione, si è scoperta l'esistenza di due strutture a guscio in espansione: una di queste, del raggio di 0,7°, contiene le nebulose NGC 7822 e Sh2-171, più la gran parte delle stelle dell'associazione, il cui vento stellare favorisce la sua espansione; l'altra struttura, del raggio di 1,5°, è centrata sulla seconda nebulosa e potrebbe essere il risultato di un'esplosione di supernova o dell'azione del vento stellare delle stelle più massicce. Indagando invece la distribuzione spaziale e le proprietà dinamiche del mezzo interstellare dell'area, si è scoperta un'ulteriore struttura a bolla, il cui centro ricade alle coordinate galattiche l=122°, b=+10°; data una distanza di 800 parsec, è stato calcolato che il raggio della bolla dovrebbe essere pari a circa 100 parsec, una velocità di espansione di 0,4 km/s e una massa di idrogeno neutro pari a 99.000 M☉. All'interno delle nubi oscure presenti in questa regione sono state identificate diverse sorgenti con linee di emissione Hα, alcune delle quali sarebbero stelle T Tauri.

### Cepheus OB6
L'associazione Cepheus OB6 è visibile in direzione delle coordinate galattiche l=104°, b=-0,5°, in sovrapposizione all'associazione Cepheus OB2; fu scoperta nel 1999, identificando un gruppo di 27 stelle riportate nel catalogo Hipparcos, fra le quali spicca la celebre supergigante δ Cephei, il prototipo delle variabili cefeidi. Queste componenti mostrano una debole concentrazione e, a differenza delle altre associazioni di Cefeo, si distinguono per una gamma più ampia di classi spettrali: le componenti maggiori sono infatti 6 di classe B, 7 di classe A, 1 di classe F, 2 di classe G e 3 di classe K; si tratta dunque di un gruppo di stelle più antico, ossia un'antica associazione OB in fase evoluta: la stella più tendente al blu è di classe B5III, che indica un'età di circa 50 milioni di anni. La distanza di quest'associazione è stimata sui 270±12 parsec. Non sono stati scoperti sottogruppi di quest'associazione.
In uno studio delle orbite galattiche delle stelle vicine è stata avanzata l'ipotesi che alcuni membri dell'Associazione di AB Doradus siano state in interazione con Cepheus OB6 circa 38 milioni di anni fa; quest'incontro ravvicinato avrebbe fatto scattare la formazione delle stelle dell'associazione AB Doradus, le cui stelle fra l'altro sono coetanee di quelle dell'associazione di Cefeo.

### Libri

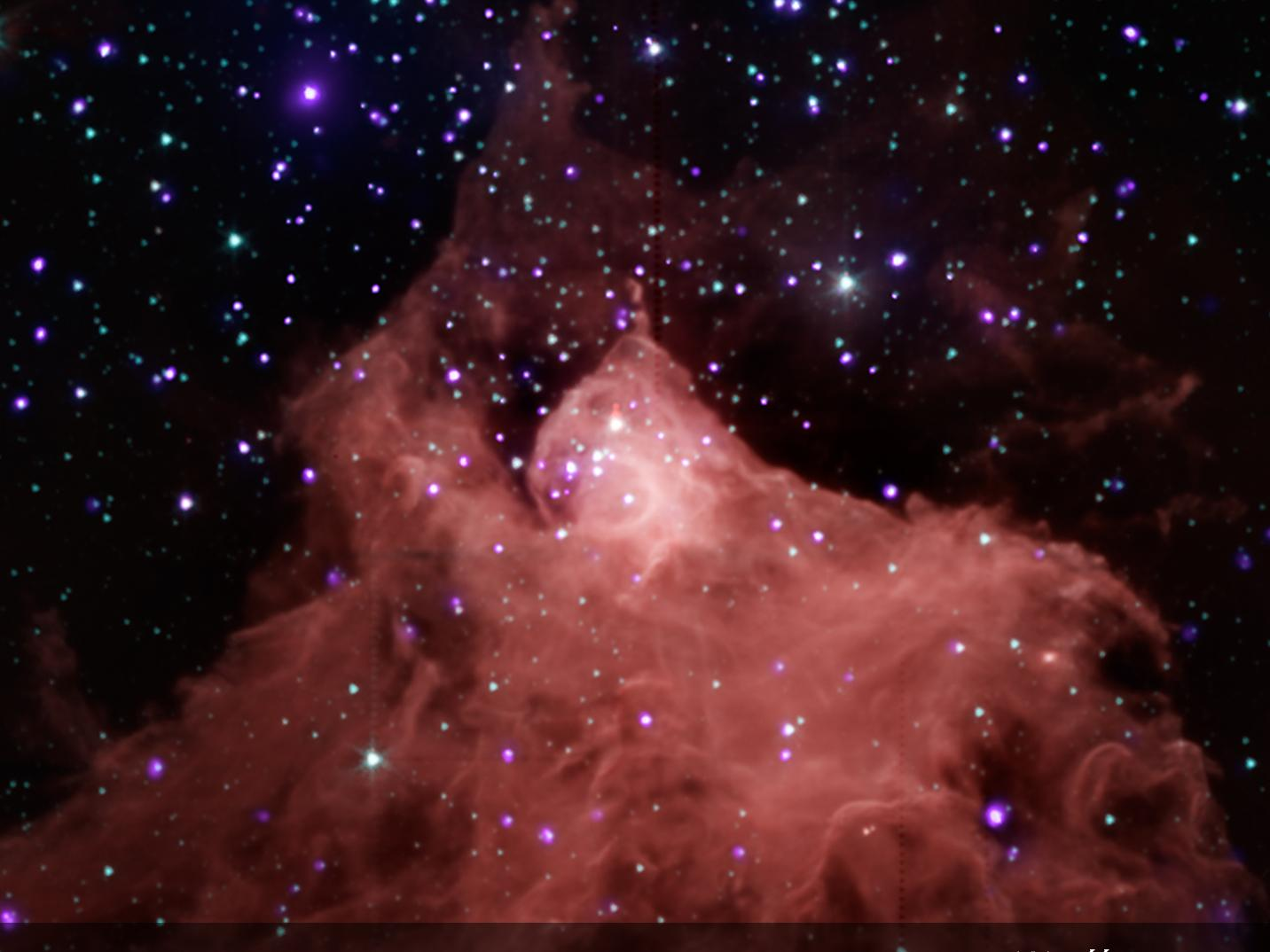
Immagine composita che mostra giovani stelle all'interno e attorno alla nube molecolare Cepheus B.

#### Opere generali
- (EN) Stephen James O'Meara, Deep Sky Companions: Hidden Treasures, Cambridge University Press, 2007, ISBN 0-521-83704-9.
- (EN) Robert Burnham, Jr, Burnham's Celestial Handbook:  Volume Two, New York, Dover Publications, Inc., 1978.
- (EN) Chaisson, McMillan, Astronomy Today, Englewood Cliffs, Prentice-Hall, Inc., 1993, ISBN 0-13-240085-5.
- (EN) Thomas T. Arny, Explorations:  An Introduction to Astronomy, 3 updatedª ed., Boston, McGraw-Hill, 2007, ISBN 0-07-321369-1.
- AA.VV, L'Universo - Grande enciclopedia dell'astronomia, Novara, De Agostini, 2002.
- J. Gribbin, Enciclopedia di astronomia e cosmologia, Milano, Garzanti, 2005, ISBN 88-11-50517-8.
- W. Owen, et al, Atlante illustrato dell'Universo, Milano, Il Viaggiatore, 2006, ISBN 88-365-3679-4.
- J. Lindstrom, Stelle, galassie e misteri cosmici, Trieste, Editoriale Scienza, 2006, ISBN 88-7307-326-3.

#### Sull'evoluzione stellare
- (EN) C. J. Lada, N. D. Kylafits, The Origin of Stars and Planetary Systems, Kluwer Academic Publishers, 1999, ISBN 0-7923-5909-7.
- A. De Blasi, Le stelle: nascita, evoluzione e morte, Bologna, CLUEB, 2002, ISBN 88-491-1832-5.
- C. Abbondi, Universo in evoluzione dalla nascita alla morte delle stelle, Sandit, 2007, ISBN 88-89150-32-7.
- M. Hack, Dove nascono le stelle. Dalla vita ai quark: un viaggio a ritroso alle origini dell'Universo, Milano, Sperling & Kupfer, 2004, ISBN 88-8274-912-6.

#### Sul Complesso di Cefeo
- (EN) Kun, M.; Kiss, Z. T.; Balog, Z., Star Forming Regions in Cepheus (PDF), Handbook of Star Forming Regions, Volume I: The Northern Sky ASP Monograph Publications, Bo Reipurth, dicembre 2008, ISBN 978-1-58381-670-7.

### Carte celesti
- Toshimi Taki, Taki's 8.5 Magnitude Star Atlas, su geocities.jp, 2005. URL consultato il 7 novembre 2010 (archiviato dall'url originale il 5 novembre 2018). - Atlante celeste liberamente scaricabile in formato PDF.
- Tirion, Rappaport, Lovi, Uranometria 2000.0 - Volume I - The Northern Hemisphere to -6°, Richmond, Virginia, USA, Willmann-Bell, inc., 1987, ISBN 0-943396-14-X.
- Tirion, Sinnott, Sky Atlas 2000.0, 2ª ed., Cambridge, USA, Cambridge University Press, 1998, ISBN 0-933346-90-5.
- Tirion, The Cambridge Star Atlas 2000.0, 3ª ed., Cambridge, USA, Cambridge University Press, 2001, ISBN 0-521-80084-6.

### Pubblicazioni scientifiche
- (EN) Blaauw, A.; Hiltner, W. A.; Johnson, H. L., Photoelectric Photometry of the Association III Cephei, in Astrophysical Journal, vol. 130, n. 69, luglio 1959, DOI:10.1086/146697.
- (EN) MacConnell, Darrell J., A Study of the Cepheus IV Association, in Astrophysical Journal Supplement, vol. 16, ottobre 1968,  p. 275, DOI:10.1086/190175.
- (EN) Viotti, R., On the stellar nucleous of NGC 7023, in Memorie della Società Astronomica Italiana, vol. 40, 1969,  p. 75.
- (EN) Sargent, A. I., Molecular clouds and star formation. I - Observations of the Cepheus OB3 molecular cloud, in Astrophysical Journal, vol. 218, dicembre 1977,  pp. 736-748, DOI:10.1086/155729.
- (EN) Harris, S., Location of HII regions in molecular clouds, in Giant molecular clouds in the Galaxy; Proceedings of the Third Gregynog Astrophysics Workshop, 1980,  pp. 201-206.
- (EN) Rossano, G. S.; Grayzeck, E. J.; Angerhofer, P. E., The morphology and kinematics of the CEP IV star formation region, in Astronomical Journal, vol. 88, dicembre 1983,  pp. 1835-184, DOI:10.1086/113476.
- (EN) Dame, T. M.; Thaddeus, P., A wide-latitude CO survey of molecular clouds in the northern Milky Way, in Astrophysical Journal, vol. 297, ottobre 1985,  pp. 751-765, DOI:10.1086/163573.
- (EN) Lebrun, F., Nearby molecular clouds. II - The Cepheus flare and the effect of field stars on galaxy counts, in Astrophysical Journal, vol. 306, luglio 1986,  pp. 16-24, DOI:10.1086/164315.
- (EN) Lozinskaya, T. A.; Sitnik, T. G.; Toropova, M. S., Gas-Dust Complex NGC7822+171/W:1 Connected with the Association CEPHEUS-OB4, in Soviet Astr.(TR: A. Zhurn), vol. 31, n. 5, settembre 1987,  p. 493.
- (EN) Dame, T. M.; Ungerechts, H.; Cohen, R. S.; de Geus, E. J.; Grenier, I. A.; May, J.; Murphy, D. C.; Nyman, L.-A.; Thaddeus, P., A composite CO survey of the entire Milky Way, in Astrophysical Journal, vol. 332, novembre 1987,  pp. 706-720, DOI:10.1086/165766.
- (EN) Grenier, I. A.; Lebrun, F.; Arnaud, M.; Dame, T. M.; Thaddeus, P., CO observations of the Cepheus flare. I - Molecular clouds associated with a nearby bubble, in Astrophysical Journal, vol. 347, dicembre 1989,  pp. 231-239.
- (EN) Grenier, I. A.; Lebrun, F.; Arnaud, M.; Dame, T. M.; Thaddeus, P., CO observations of the Cepheus flare. I - Molecular clouds associated with a nearby bubble, in Astrophysical Journal, vol. 347, dicembre 1989,  pp. 231-139, DOI:10.1086/168112.
- (EN) Marschall, Laurence A.; Karshner, Gary B.; Comins, Neil F., Photometry of the young open cluster Trumpler 37, in Astronomical Journal, vol. 99, maggio 1990,  pp. 1536-1547, DOI:10.1086/115437.
- (EN) Schwartz, Richard D.; Wilking, Bruce A.; Giulbudagian, Armen L., A search for embedded young stellar objects in and near the IC 1396 complex, in Astrophysical Journal, vol. 370, marzo 1991,  pp. 263-271, DOI:10.1086/169812.
- (EN) Jordi, C.; Trullols, E.; Galadi-Enriquez, D., Cepheus OB3 association: faint members, in Astronomy and Astrophysics, vol. 312,  pp. 499-5'7.
- (EN) Yonekura, Yoshinori; Dobashi, Kazuhito; Mizuno, Akira; Ogawa, Hideo; Fukui, Yasuo, Molecular Clouds in Cepheus and Cassiopeia, in Astrophysical Journal Supplement, vol. 110, maggio 1997,  p. 21, DOI:10.1086/312994.
- (EN) Harker, D.; Bregman, J.; Tielens, A. G. G. M.; Temi, P.; Rank, D., The infrared reflection nebula around the embedded sources in S 140, in Astronomy and Astrophysics, vol. 234, agosto 1997,  pp. 629-640.
- (EN) Kun, M., Star Formation in the Cepheus Flare Molecular Clouds. I. Distance Determination and the Young Stellar Object Candidates, in Astrophysical Journal Supplement, vol. 115, marzo 1998,  p. 59, DOI:10.1086/313076.
- (EN) Patel, Nimesh A.; Goldsmith, Paul F.; Heyer, Mark H.; Snell, Ronald L.; Pratap, Preethi, Origin and Evolution of the Cepheus Bubble, in The Astrophysical Journal, vol. 507, n. 1, novembre 1998,  pp. 241-253, DOI:10.1086/306305.
- (EN) Naylor, Tim; Fabian, A. C., ROSAT observations of Cepheus OB3: the discovery of low-mass stars, in Monthly Notices of the Royal Astronomical Society, vol. 302, n. 4, febbraio 1999,  pp. 714-722, DOI:10.1046/j.1365-8711.1999.02160.x.
- (EN) Daflon, Simone; Cunha, Katia; Becker, Sylvia R., Chemical Abundances of OB Stars in the Cepheus OB2 Association, in The Astrophysical Journal, vol. 522, n. 2, settembre 1999,  pp. 950-959, DOI:10.1086/307683.
- (EN) Ábrahám, P.; Balázs, L. G.; Kun, M., Morphology and kinematics of the Cepheus Bubble, in Astronomy and Astrophysics, vol. 354, febbraio 2000,  pp. 645-656.
- (EN) Ridge, Naomi A.; Wilson, T. L.; Megeath, S. T.; Allen, L. E.; Myers, P. C., A 13CO and C18O Survey of the Molecular Gas Around Young Stellar Clusters within 1 Kiloparsec of the Sun, in The Astronomical Journal, vol. 126, n. 1, luglio 2003,  pp. 286-310, DOI:10.1086/375455.
- (EN) Gutermuth, Robert A.; Megeath, S. Thomas; Muzerolle, James; Allen, Lori E.; Pipher, Judith L.; Myers, Philip C.; Fazio, Giovanni G., The NGC 7129 Young Stellar Cluster: A Combined Spitzer, MMT, and Two Micron All Sky Survey Census of Disks, Protostars, and Outflows, in The Astrophysical Journal Supplement Series, vol. 154, n. 1, settembre 2004,  pp. 374-378, DOI:10.1086/422358.
- (EN) Froebrich, D.; Scholz, A.; Eislöffel, J.; Murphy, G. C., Star formation in globules in IC 1396, in Astronomy and Astrophysics, vol. 432, n. 2, marzo 2005,  pp. 575-584, DOI:10.1051/0004-6361:20041791.
- (EN) Tachihara, K.; Neuhäuser, R.; Kun, M.; Fukui, Y., Search for new T Tauri stars in the Cepheus-Cassiopeia region, in Astronomy and Astrophysics, vol. 437, n. 3, luglio 2005,  pp. 919.928, DOI:10.1051/0004-6361:20042197.
- (EN) Olano, C. A.; Meschin, P. I.; Niemela, V. S., The interstellar medium in the Upper Cepheus-Cassiopeia region, in Monthly Notices of the Royal Astronomical Society, vol. 369, n. 2, giugno 2006,  pp. 867-874, DOI:10.1111/j.1365-2966.2006.10343.x.
- (EN) Makarov, Valeri V., Unraveling the Origins of Nearby Young Stars, in The Astrophysical Journal Supplement Series, vol. 169, n. 1, marzo 2007,  pp. 105-119, DOI:10.1086/509887.

### Argomenti generali
- Cefeo (costellazione)
- Cassiopea (costellazione)
- Nebulosa
- Nebulose nella cultura popolare

### Argomenti specifici
- Braccio di Orione
- Complesso nebuloso molecolare di Orione, un sistema di nebulosità simile ma in scala ridotta
- IC 1396
- Oggetti non stellari nella costellazione di Cefeo

### Fenomeni correlati
- Associazione OB
- Formazione stellare
- Nube molecolare gigante
- Regione H I
- Regione H II
- Superbolla